# Komis
Komis – instytucja zajmująca się sprzedażą lub skupem dóbr na zasadach określonych w umowie komisowej. Komis we własnym imieniu sprzedaje na rzecz zleceniodawcy przedmiot ujęty w umowie, pobierając za to określoną w umowie prowizję.
Rodzaje komisów:
- samochodowy – zajmujący się kupnem/sprzedażą samochodów. W celu sprzedaży pojazdu komis przyjmuje samochód od właściciela i umieszcza na specjalnie przygotowanym placu. W tym czasie właściciel nie ma możliwości korzystania z pojazdu.

Podstawowe nazewnictwo stron w umowie komisu:
- Komitent  – zleceniodawca, może być zarówno osobą fizyczną jak i prawną,
- Komisant – osoba fizyczna lub przedsiębiorstwo komisowe zajmujące się odpłatnie (pobierając prowizję) pośrednictwem handlowym.